# Strijthagerbeek

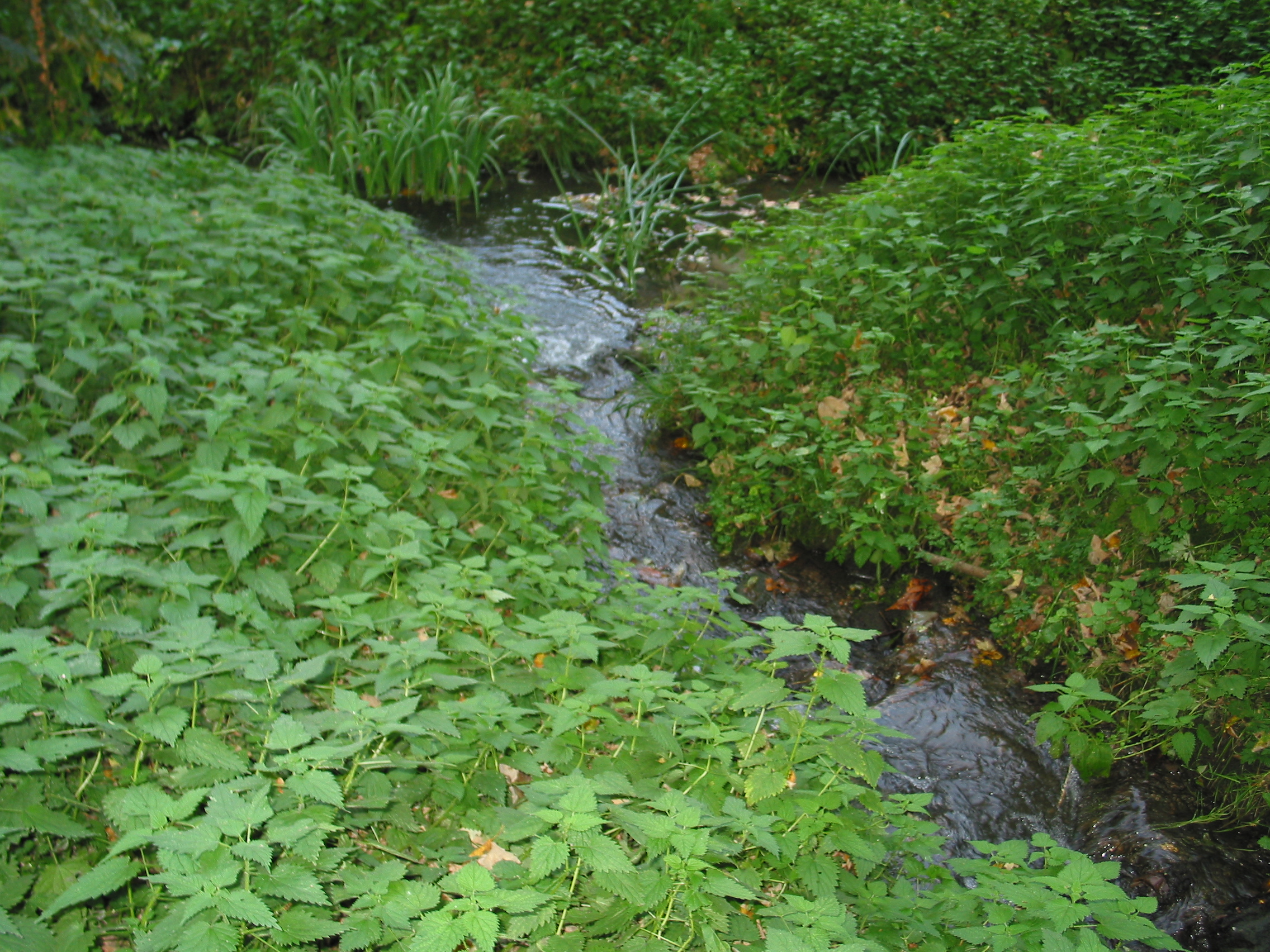
Het beekje nabij de Strijthagermolen.

De Strijthagerbeek is een beek in het Strijthagerbeekdal in de gemeentes Landgraaf en Kerkrade in de Nederlandse provincie Limburg. De beek ontspringt onder de hoeve Winselerhof (thans hotel-restaurant Pirandello) en stroomt via het natuurgebied Strijthagen naar Eygelshoven (gemeente Kerkrade) waar zij in de Anselerbeek uitmondt (de Anselerbeek mondt uit in de Worm, de Worm in de Roer).
De Winselerhof, Overstehof en (kasteel) Strijthagen liggen niet in Kerkrade, maar in Schaesberg in de gemeente Landgraaf.
Op de beek staat de Strijthagermolen die door de beek gevoed wordt.